# 테러방지법 반대 필리버스터
테러방지법 반대 필리버스터는 2016년 2월 23일, 대한민국 제340회 국회(임시회) 본회의에 정의화 국회의장이 국민보호와 공공안전을 위한 테러방지법안을 직권상정하자 더불어민주당 소속 의원 108명이 테러방지법의 표결을 막고자 필리버스터 (무제한 토론)를 신청한 사건이다. 1964년 김대중 신민당 의원의 필리버스터 이후 52년 만에 열린 본의회 내에서의 필리버스터였다.
2월 23일 본회의가 시작되고 오후 7시 5분부터 더불어민주당 김광진 의원이 발언대에 오르며 시작되었다. 그리고 3월 2일 오후 7시 32분, 더불어민주당 이종걸 의원이 12시간 31분의 최장 발언시간을 기록하며 테러방지법 반대 필리버스터는 종료되었다. 필리버스터 9일째까지 총 38명의 의원이 연단에 섰고, 누적 발언시간은 총 192시간 27분(8일 0시간 27분)으로 세계 최장기록이다. 이전의 기록은 캐나다에서 신민주당이 우편노동자들의 노동계약과 관련된 법안을 막기 위해 당원 103명이 58시간(2일 10시간) 필리버스터를 한 기록이다.

## 개요
2016년 2월 23일, 더불어민주당 소속 108명 전원의 명의로 신청하여 김광진 의원부터 시작해 국회의장에 의해 직권상정된 테러방지법 처리를 지연시키기 위해 오후 7시부터 필리버스터에 돌입하면서 국회선진화법 도입 이후 첫 필리버스터 시행으로 기록되었다. 또한, 이하 제2야당인 국민의당, 제3야당인 정의당도 참여하였다.
2016년 2월 23일 임시회는 3월 10일에 회기가 만료되며, 더불어민주당은 끝까지 의사 진행 방해를 하겠다고 발표하였다, 또한 회기 계속의 원칙에 따라 임시회 소집은 국회의원 1/4나 국회의장, 또한 대통령도 요구할 수 있으며, 그나마 미국은 정기회가 2년씩 계속되므로 회기 종료 때문에 필리버스터가 끊기지 않고 이론적으로는 무한한 의사방해가 가능하지만, 대한민국은 회기가 분할되어 열리기 때문에 이것마저 힘들다는 의견이 있다.
더불어민주당은 계획대로 2월 임시국회가 끝나는 3월 10일까지 계속 진행할 것이라고 밝혔다. 그러나 3월 2일 더민주당 이종걸 원내대표가 나와서 새누리당의 막무간의 비협조적 태도에 분개하지만 선거법 통과를 위해 필리버스터를 종료할 수 밖에 없다는 이야기를 하게 이른다.

## 입장
크게 안보를 위해 인권을 희생한다는 주장과, 국정원을 강화하는 법률이라는 주장, 국회의장의 직권상정에 대한 정당성 문제에 대한 주장으로 나뉘었다.

### 인권 논란
안보를 위해 인권을 희생한다고 주장하는 측은 "확실한 용의자가 아니라 용의자로 의심 되는 인원에 대해 적극적으로 법 적용이 가능하도록 되어 있다."고 주장했으며, 이에 대해 우려를 표하는 시민들의 목소리가 취합되어 필리버스터 발언에 수 차례 인용되었다. 또한, 테러방지법에서 테러단체나, 테러주체를 가리키는 기준이 매우 주관적이고 애매하기 때문에 '코에 걸면 코걸이, 귀에 걸면 귀걸이인 법'이라는 주장과 더불어 비슷한 법률인 애국자법을 예로 들어, 미국에서 개인의 자유 침해로 폐지되었다는 논거를 폈다.
또한, 국가적인 안보를 위해서 개인의 자유와 인권을 침해하는 것은 말도 안 된다고 주장 하기도 했다.

### 국정원 강화 논란
국정원을 강화한다고 주장하는 측은, 중앙정보부나 국가안전기획부 당시 저질렀던 각종 고문과 만행 등을 사례로 들면서, 이에 대한 최소한의 규제나 국민적 감시, 안전 장치도 없이 권한을 대폭 늘릴 경우 문제가 될 수 있다고 주장하였다. 또한, 실제로 국가정보원의 고문 피해자였기도 한 필리버스터 주자 더불어민주당 은수미 의원은, 발언 도중 본인이 겪은 사례를 제시하기도 했으며, 기타 여러 가지 중앙정보부, 국가안전기획부 시절의 고문과 만행을 사례로 들었고, 또한 국가정보원의 오판으로 인해서 억울하게 고문받다가 나중에 무죄로 판결된 민주운동가들의 사례를 들기도 하였다. 또한 현재 대한민국에서는 이와 같은 추가 부서를 마련할 필요가 없이, '테러방지대책위원회'가 이미 조직되어 있으며, 또한 이를 이용한 회의를 단 한번도 가지지 않았고, 심지어 황교안 본인 조차 이의 존재를 모르고 있었던 상황에서 테러방지법과 같은 법안을 발의할 필요가 없다는 논거이며, 또한 테러방지대책위원회의 수장과 총책임자는 총리이기 때문에 더더욱 논란이 되었다. 또한, 기관이나 위원회만큼으로는 역부족이고, 관련한 법안이 필요하다고 주장하더라도 이미 대한민국 형법이나 대한민국 국가보안법이 충분히 그 역할을 하고 있다고 주장하기도 하였다.

### 직권상정 논란
정의화 국회의장이 박근혜 대통령의 요청을 받아들여 테러방지법에 대한 직권상정을 하였는데, 국회법에 따르면 아주 부득이한 경우가 아니면 직권상정은 불가능하며, 또한 이에 대한 법령적 근거로 삼은 것은, "전시·사변 또는 이에 준하는 국가비상사태"라는 법문인데, 현재 상황은 이와 상통하지도 않는다는 논란이 계속 제기되자, 필리버스터에서도 여러차례 문제가 언급되었다. 이에 대해 정의화 국회의장은 이에 대한 법률적 자문 의견서를 미리 받았다고 반론하였으며, 이에 대해서 녹색당은 정보공개청구를 요청하였다. 또한, 직권상정에 대한 절차적 문제점 또한 거론되고 있기도 하다.

## 순서
첫 주자로 나선 김광진 의원은 "정보위원회 소속 법안소위 담당"으로, "테러방지법에 대한 세세한 부분에 알고 있다"는 점이 반영됐다. 김 의원도 발언 직후 인터뷰에서 "필리버스터를 논의할 때 의원 중에서 테러방지법을 강하게 반대하는 의원 중 하나였기 때문"에 첫 주자로 나설 것이란 의견이 모아졌다고 밝혔다.
이후 순서의 경우, 더불어민주당은 우선 필리버스터 의원 신청을 받고 원내 지도부 차원에서 발언 순서를 최종 정리했다. 김기준 원내대변인은 《헤럴드경제》와의 통화에서, “본인 신청을 받고서 원내 지도부에서 어떻게 배치하는 게 좋을지 판단했다”며 “얼마나 적극적으로 준비된 상태인지를 순서에 우선 고려했다. 그래서 정보위 관련 의원이 우선 진행하게 된 것이고 나머지 의원은 그 뒤로 준비해서 참여하게 되는 순서”라고 설명했다. 더불어민주당 외 국민의당이나 정의당 의원의 발언 순서는 두 당 측에서 먼저 요청을 해온 것이며, "국민의당이나 정의당에서도 그런 주장할 권리가 있다”는 판단에 세 당이 번갈아 진행하게 되었다고 김 대변인은 말했다.
반면 국민의당은 당 차원에서 추가 의원을 배정하진 않고 개인적인 참여로 할 방침이며, 문병호 의원 외에 추가로 발언 의사를 밝힌 국민의당 의원은 26일까지는 없었으나, 권은희 의원과 최원식 의원이 발언을 신청하였다. 정의당은 박원석 의원에 이어 김제남 의원, 서기호 의원 등이 발언을 이어나가, 당 대표와 원내대표를 제외한 전원이 발언에 참석하였으나, 3월 1일에 정진후 의원이, 3월 2일에는 심상정 의원이 발언하여 정의당 소속 의원 전원이 발언에 참여하였다.
2일 현재 무제한 토론의 순서 번호 및 각 의원의 발언 시간은 다음과 같다. 무제한 토론의 특성상, 토론 제의자를 시작으로 찬반 측이 각각 번갈아 발언해야 한다. 그러나 실제로는 찬성 측 발언 참여자가 없고 반대 측 신청자의 발언만 계속해서 이어지게 되었으며, 따라서 아래의 표도 찬성 측 발언자의 짝수 표기는 빠진 채 반대 측 발언자의 홀수 순서로만 나열되어 있다. 편의상 실제 시간상 발언 순서를 별도로 표기했다.
| 순번 | 실순 | 이름   | 소속 정당    | 시작 시각                      | 종료 시각                      | 발언 시간   |
| ---- | ---- | ------ | ------------ | ------------------------------ | ------------------------------ | ----------- |
| 1    | 1    | 김광진 | 더불어민주당 | 2016년 2월 23일 오후 7시 5분   | 2016년 2월 24일 오전 0시 39분  | 5시간 33분  |
| 3    | 2    | 문병호 | 국민의당     | 2016년 2월 24일 오전 0시 40분  | 2016년 2월 24일 오전 2시 30분  | 1시간 50분  |
| 5    | 3    | 은수미 | 더불어민주당 | 2016년 2월 24일 오전 2시 30분  | 2016년 2월 24일 오후 12시 48분 | 10시간 18분 |
| 7    | 4    | 박원석 | 정의당       | 2016년 2월 24일 오후 12시 49분 | 2016년 2월 24일 오후 10시 18분 | 9시간 29분  |
| 9    | 5    | 유승희 | 더불어민주당 | 2016년 2월 24일 오후 10시 20분 | 2016년 2월 25일 오전 3시 40분  | 5시간 20분  |
| 11   | 6    | 최민희 | 더불어민주당 | 2016년 2월 25일 오전 3시 41분  | 2016년 2월 25일 오전 9시 2분   | 5시간 21분  |
| 13   | 7    | 김제남 | 정의당       | 2016년 2월 25일 오전 9시 2분   | 2016년 2월 25일 오후 4시 6분   | 7시간 4분   |
| 15   | 8    | 신경민 | 더불어민주당 | 2016년 2월 25일 오후 4시 8분   | 2016년 2월 25일 오후 8시 54분  | 4시간 46분  |
| 17   | 9    | 강기정 | 더불어민주당 | 2016년 2월 25일 오후 8시 56분  | 2016년 2월 26일 오전 2시 00분  | 5시간 4분   |
| 19   | 10   | 김경협 | 더불어민주당 | 2016년 2월 26일 오전 2시 2분   | 2016년 2월 26일 오전 7시 9분   | 5시간 7분   |
| 21   | 11   | 서기호 | 정의당       | 2016년 2월 26일 오전 7시 12분  | 2016년 2월 26일 오후 12시 28분 | 5시간 17분  |
| 23   | 12   | 김현   | 더불어민주당 | 2016년 2월 26일 오후 12시 29분 | 2016년 2월 26일 오후 4시 47분  | 4시간 18분  |
| 25   | 13   | 김용익 | 더불어민주당 | 2016년 2월 26일 오후 4시 49분  | 2016년 2월 26일 오후 6시 50분  | 2시간 1분   |
| 27   | 14   | 배재정 | 더불어민주당 | 2016년 2월 26일 오후 6시 52분  | 2016년 2월 26일 오후 10시 31분 | 3시간 39분  |
| 29   | 15   | 전순옥 | 더불어민주당 | 2016년 2월 26일 오후 10시 32분 | 2016년 2월 27일 오전 2시 04분  | 3시간 32분  |
| 31   | 16   | 추미애 | 더불어민주당 | 2016년 2월 27일 오전 2시 06분  | 2016년 2월 27일 오전 4시 38분  | 2시간 32분  |
| 33   | 17   | 정청래 | 더불어민주당 | 2016년 2월 27일 오전 4시 41분  | 2016년 2월 27일 오후 4시 20분  | 11시간 39분 |
| 35   | 18   | 진선미 | 더불어민주당 | 2016년 2월 27일 오후 4시 21분  | 2016년 2월 28일 오전 1시 37분  | 9시간 16분  |
| 37   | 19   | 최규성 | 더불어민주당 | 2016년 2월 28일 오전 1시 42분  | 2016년 2월 28일 오전 4시 35분  | 2시간 53분  |
| 39   | 20   | 오제세 | 더불어민주당 | 2016년 2월 28일 오전 4시 36분  | 2016년 2월 28일 오전 6시 42분  | 2시간 6분   |
| 41   | 21   | 박혜자 | 더불어민주당 | 2016년 2월 28일 오전 6시 44분  | 2016년 2월 28일 오전 9시 21분  | 2시간 37분  |
| 43   | 22   | 권은희 | 국민의당     | 2016년 2월 28일 오전 9시 22분  | 2016년 2월 28일 오후 12시 21분 | 2시간 59분  |
| 45   | 23   | 이학영 | 더불어민주당 | 2016년 2월 28일 오후 12시 22분 | 2016년 2월 28일 오후 10시 55분 | 10시간 33분 |
| 47   | 24   | 홍종학 | 더불어민주당 | 2016년 2월 28일 오후 10시 57분 | 2016년 2월 29일 오전 6시 18분  | 7시간 21분  |
| 49   | 25   | 서영교 | 더불어민주당 | 2016년 2월 29일 오전 6시 20분  | 2016년 2월 29일 오후 1시 19분  | 6시간 59분  |
| 51   | 26   | 최원식 | 국민의당     | 2016년 2월 29일 오후 1시 23분  | 2016년 2월 29일 오후 5시 26분  | 4시간 3분   |
| 53   | 27   | 홍익표 | 더불어민주당 | 2016년 2월 29일 오후 5시 28분  | 2016년 3월 1일 오전 0시 44분   | 7시간 16분  |
| 55   | 28   | 이언주 | 더불어민주당 | 2016년 3월 1일 오전 0시 45분   | 2016년 3월 1일 오전 5시 57분   | 5시간 12분  |
| 57   | 29   | 전정희 | 국민의당     | 2016년 3월 1일 오전 5시 58분   | 2016년 3월 1일 오전 9시 35분   | 3시간 37분  |
| 59   | 30   | 임수경 | 더불어민주당 | 2016년 3월 1일 오전 9시 37분   | 2016년 3월 1일 오후 1시 43분   | 4시간 6분   |
| 61   | 31   | 안민석 | 더불어민주당 | 2016년 3월 1일 오후 1시 44분   | 2016년 3월 1일 오후 4시 52분   | 3시간 8분   |
| 63   | 32   | 김기준 | 더불어민주당 | 2016년 3월 1일 오후 4시 54분   | 2016년 3월 1일 오후 6시 41분   | 1시간 47분  |
| 65   | 33   | 김관영 | 국민의당     | 2016년 3월 1일 오후 6시 42분   | 2016년 3월 1일 오후 7시 41분   | 0시간 59분  |
| 67   | 34   | 박영선 | 더불어민주당 | 2016년 3월 1일 오후 7시 43분   | 2016년 3월 1일 오후 8시 51분   | 0시간 58분  |
| 69   | 35   | 주승용 | 국민의당     | 2016년 3월 1일 오후 8시 53분   | 2016년 3월 1일 오후 9시 57분   | 1시간 04분  |
| 71   | 36   | 정진후 | 정의당       | 2016년 3월 1일 오후 9시 58분   | 2016년 3월 2일 오전 5시 26분   | 7시간 28분  |
| 73   | 37   | 심상정 | 정의당       | 2016년 3월 2일 오전 5시 27분   | 2016년 3월 2일 오전 7시 00분   | 1시간 33분  |
| 75   | 38   | 이종걸 | 더불어민주당 | 2016년 3월 2일 오전 7시 02분   | 2016년 3월 2일 오후 7시 30분   | 12시간 31분 |

## 진행

### 2월 23일

#### 김광진의원 (더불어민주당)
- 2월 23일 ~ 2월 24일, 오늘의유머 등을 주축으로 한 진보 성향 네티즌들이 5시간 30분가량 발언한 김광진 의원을 응원하기 위해 포털사이트 네이버에 '김광진 힘내라'라는 단어를 집단적으로 검색함으로써, 실시간 검색어 1위에 ‘김광진 힘내라’라는 단어가 올라오기도 하였다.[11][12]
- 테러방지법은 국회 정보위원회 소관이나, 법안소위가 그 동안 한 차례도 열리지 않았음.
- 테러방지법은 국정원의 영장 없는 통신감청, 금융정보를 포함한 무차별 정보수집/조사를 가능하게 하며, 국정원이 초법적 권한을 가지게 할 우려가 있음.
- 테러방지법 없이도 이미 국가정보원법에 따라 국정원은 충분히 역할을 다하고 있으며 압수수색, 출국금지 조치가 가능함.
- 또한 국가대테러활동지침 시행령이 1982년에 이미 만들어져, 2015년 박근혜정부에서 개정되었음.
- 다른 나라의 테러방지법 상황: 미국을 제외하고 보통 형법에 테러관련 조항을 넣은 것뿐이며, 우리나라도 이미 그 정도는 하고 있음.
- 테러방지법과 함께 통과된 사이버테러방지법 역시 국정원 직무 확대, 사이버 사찰 권한 부여의 우려가 있으며, 국정원 선거 개입 사건, 원세훈 전 원장 선거법 위반 판결, 좌익효수 사건 등을 고려할 때 매우 걱정스러움.
- 더불어민주당은 테러방지법의 큰 틀에서는 반대하지 않으며, 부칙 조항에 대한 독소 조항에 대한 논의를 요구하며, 논의를 하고자 하는 의지도 있음.

### 2월 24일

#### 은수미의원 (더불어민주당)
- 오전 6시 25분 경, 새누리당 홍철호 의원으로부터 의제와 관련 없는 내용으로 시간을 끌고 있다는 항의가 들어왔으며, 그에 따라 국회의장은 은수미 의원에게 직접적인 관련이 없는 내용은 간략히 발언하라며 주의를 주었고, 잠시간 양 측간에 서로를 비난하거나 항의하는 소란이 있었다.[11]
- 오전 11시 25분 경, 새누리당 문대성 의원이 발언 중인 은수미 의원에게 의제와 관련이 없는 이야기라며 삿대질을 하면서 소리를 쳐 장내가 혼란해졌고, 이하 오전 11시 30분 경, 새누리당 김용남 의원은 "그런다고 공천 못 받아요" 라고 소리쳐서 장내에 큰 소란이 일었으며, 이에 따라 은수미 의원은 삿대질이나 막말 등에 대한 공개적인 사과를 토론 도중 요구하였고, 부의장은 "의제와 관련이 없는 내용에 대한 발언은 자제하라" 고 이야기하여 이에 따라 은수미 의원이 "객관적으로 봐달라" 며 다시한번 반발하였고, 오전 11시 33분 경 다시 토론을 재개하였다.[8]
- 오전 11시 5분 경, 더불어민주당 은수미 의원이 버니 샌더스의 필리버스터 기록인 8시간 34분을 경신했다.[11] 또한, 오후 12시 48분 경에는, 고 박한상 의원의 1969년 필리버스터 기록 10시간 15분을 넘어섰다.[13] 뒤이어 은 의원은 노동운동가 시절의 경험을 언급하면서, "사람은 밥 이상의 배려를 해줘야 할 것"이고 헌법은 그의 존재 이유라 언급했다. 그리고 법이 통과되면 고칠 수는 있겠으나 그전에 "고통받는 이가 생길 것"이라며 "단 한 사람이라도 덜 고통받는 방법을 제발 정부·여당 좀 찾자"고 강조하며 발언을 마무리했다.[13]

#### 박원석의원 (정의당)
- 오후 5시 경, 발언자인 박원석 의원이 법률 내용을 낭독하고 있었으나, 이에 대해 새누리당 측에서 주제에서 벗어난 발언을 하지 말라고 항의, 주장했으며, 박원석 의원은 이에 대해 재차 주제와 관련이 있다고 반론하였으며, "이게 왜 관계가 없어요" "들으시기 싫으시면 나가세요" "그럼 그냥 들으세요"라는 식의 발언을 하기도 했다. 오후 7시 32분 경 박원석 의원이 박정희 파시즘 등 관련해서 발언하던 중, 새누리당의 조원진 의원이 의제와 상관없는 내용이라 소리치자 이석현 부의장은 "아픈 역사를 되풀이 하지 않기 위한 것이며 의제와 관련된 것이다" 고 말하며 조원진 의원을 제지시키고 발언을 계속하게 하였다. 오후 7시 35분 조원진 의원이 이번에는 걸어 나와서 또다시 큰 소리로 의제와 전혀 상관 없는 이야기라고 항의했으며, 이에 정의당 심상정 의원은 "의사 진행을 방해하는 의원을 퇴장시켜라" 면서 조원진 의원에게 항의하며 의장에게 퇴장요청을 했다. 조원진 의원이 지속적으로 항의하며 '새누리당의 원내수석부대표로서 말씀드리는데 주제와 상관없는 발언을 이어가고있다.' 고 하자, 이석현 부의장이 '토론을 주재하는 의장으로서 판단하건데 상관 있습니다. 더 이상 드릴 말씀 없습니다.'라고 반론하였다. 또한, 의장은 이에 대해서 "어떻게던 연관지으면 연관이 지어지는 일이며, 실제로도 연관이 있다"라는 말을 하기도 하였다. 이후 토론이 재개되다가, 다시 오후 7시 40분 경 토론을 하던 중, 다시 한번 박원석 의원의 토론 방식에 대해 불만을 쏟아낸 조원진 의원에게 "의원님 이건 제 토론이에요. 의원님 토론이 아니에요" 라고 하면서 긴장감을 높였다. [출처 필요]
- 오후 9시 경, 9시간 째 발언을 이어가던 박원석 의원은 “우리가 경제활동하고 밥만 먹고 사는 것이 아니다”면서 “자유라는 가치, 민주주의라는 가치, 인권이라는 가치, 평화라는 가치. 그것은 안보나 혹은 대테러나 공권력이나 그런 가치들 이상으로 중요한 국민의 기본권에 관련된 사항”이라고 주장했다. 또한 테러방지법에는 국민의 기본권을 후퇴시키고 제약하고 훼손할 수 있는 "독소 조항들"이 담겨 있으며, 법의 핵심은 “무소불위의 권력을 휘둘러왔던 국정원에게 또다른 힘을 주겠다는 내용”이라고 지적했다.[14] 박원석 의원은 이후 10시 18분, 발언을 마무리하며 연단을 내려왔다.

#### 유승희의원 (더불어민주당)
- 테러방지법에 대한 반대는 북한과 테러에 대한 대처를 소홀히 하자는 것이 아니라, 우리가 그들로부터 지켜내고자 하는 국민의 자유와 인권, 자랑스러운 우리의 자유민주주의를 부정하는 것을 반대하려고 하는 것임.
- 국회법 상 직권상정이 기본적으로 금지된 것은 다수당의 횡포를 막기 위함이며, 정의화 국회의장이 무리한 직권상정으로 지금까지의 노력을 물거품으로 만든 것은 안타까움.
- 국정원이 대테러업무를 포괄적으로 위임 받아서 하는 것은 정보권한과 수사권을 동시에 부여하므로 부적절하고, 국정원이 그 권한을 이용하여 행정기관을 장악하게 되므로 업무영역의 침범이 일어나게 되며, 중앙정부와 지방정부 균형이 무너져 사실상 국가체계의 재편성이 일어나게 됨.
- 국정원 개혁이 우선이며, 이를 위해 국정원의 수사권을 분리하고, 국회의 통제를 강화해야 하며, 전문적인 정보기관으로 거듭나게 하기 위해 ‘통일해외정보원’으로 개칭해야 함.
- 정부와 여당이 지난 14년 간 야당이 반대한 이유를 고찰하고, 많은 국민들이 반대하고 있는 이유를 헤아려서 소통하고, 국민을 사랑하며, 귀를 기울여주어 억지로 법을 통과시키지 말고 국민 소통과 국민 화합에 힘써주시기를 바람.

### 2월 25일

#### 최민희의원 (더불어민주당)
- 북한의 핵실험은 한반도 비핵화 공동선언 위반으로서 규탄하지만, 우리나라 정부와 국정원의 실패를 지적하지 않을 수 없음.
- 국회의장이 직권상정을 위해 국가비상사태를 간주한 경우는 헌정 사상 처음이며, 현재와 같은 상황 마다 국가비상사태를 선포하는 안 좋은 선례를 남길 수 있으므로 이것은 민주주의의 비상사태임.
- 테러방지법의 독소조항 3가지: 무제한 감청 허용의 문제, 금융정보 남용의 문제, 테러 인물에 대한 추적 및 조사권 부여
- 국정원에 관한 지상파 언론보도가 인색함: 이탈리아 해킹팀 RCS 프로그램 사건은 JTBC만 심층보도함.
- 국정원 개혁을 위해서는 국회의 통제가 강화되어야 하며, 수사권을 분리∙이관하고, 국외 및 대북정보 전담 조직으로 재편하며, 보안업무 기획∙조정권한을 폐지하여 상위 기관처럼 군림하는 것을 막아야 함.

#### 김제남의원 (정의당)
- 필리버스터에 참가한 동료 의원들에게 감사하며, 국회 앞에서 테러방지법 통과를 막기 위해 진행되고 있는 시민 필리버스터 소개.
- 시민들이 필리버스터 사이트를 통해 올린 200여건이 넘는 국민의 의견을 전달
- 박근혜 대통령이 12월 8일에 IS가 대한민국에 테러방지법이 없다는 사실을 알게되었다고 하였는데, 이 사실을 어떻게 알았는지 밝혀야 하며, 근거가 없다면 이것은 국민에게 공포를 조장하는 것임.
- UN 대테러위원회와 1963년 도쿄 협약부터 2005년 국제 핵테러행위 억제 협약까지 13건의 대테러 국제협약을 간략히 소개
- 국가인권위원회, 대한변호사협회 및 각종 시민단체가 현행 개별 법률로 충분히 대테러활동을 수행할 수 있음을 지적하고 있으며, 테러방지법은 국정원의 권한을 한층 강화하는 법적 틀을 제공하는 데 불과하다고 하고 있음.
- IS의 테러 가능성 역시 테러방지법으로 예방하는 데에는 한계가 있으며, 이슬람에 대한 이해를 통해 근본적 원인을 제거하는 것이 중요함
- 세계 어느 나라도 정보기관에게 무소불위의 권력이 있을 때 그 나라의 국민은 불행했음. 상식이 통하고 정의로운 사회를 위해 19대 국회가 마지막은 잘했다는 소리를 들을 수 있었으면 함. 국민의 인권과 민주주의를 지키고 민주주의의 살아 있는 시민의 양심과 정의가 국회 안까지 울려 나갈 수 있도록 최선을 다하기를 동료 의원들께 부탁함.

#### 신경민의원 (더불어민주당)
- 국정원 범죄행위를 조목조목 설명하며 테러방지법으로 무소불위의 권력을 국정원에 주는 것은 부당하다 주장
- 정보의 가치는 이루 말할 수 없음. "가장 싼 전쟁이 가장 비싼 전쟁보다 비싸다" 따라서 제대로 된 국정원의 존재 가치는 엄청남. 그러나 현재 국정원은 전세계의 웃음거리(국가걱정원, 국가조작원)이고, 개혁이 불가능한 조직임.
- 새누리당 의원들은 회의장 바깥에 "국회마비 몇시간째"라는 현수막을 걸어놓고 시위중. 그러나 필리버스터는 사실 새누리당의 공약이었음. 이율배반적 행동임.
- 직권상정에 관하여. 정의화 의장의 설명과 양해가 필요함. 앞서 정의화 의장은 "어떤 경우에도 직권상정은 안할 것이다" 라고 말한 바 있음. 지금이라도 철회하라고 요구.
- 아무 사람한테나 김태희라고 이름을 붙인다고 김태희가 될 수는 없는 것: 현재의 국정원강화법, 국정원 공룡탄생법에 반대. 하지만 민주주의와 조화를 이루는 좋은 테러방지법에는 찬성.
- 국정원 개혁을 위해서는 범법을 행한 하급자도 처벌하는 무관용의 원칙을 고수해야함.
- 박근혜 대통령은 국정원 개혁에 관해 여러 차례 개혁할 거라는 약속(국정원이 스스로 개혁안을 마련하는 "셀프개혁")을 하였지만, 아무것도 이뤄지지 않음.
- 테러방지법 비판: 통신감청의 기본권 침해가 우려됨, 사용자의 동의 없이 과도한 정보가 특정 기관에 흘러갈 수 있음.
- 결론. 직권상정은 잘못되었으며, 정의화 의장이 이만섭 의장과 비슷한 좋은 의장이었다 라는 평가를 받으려면 이를 재고해야 한다. 여당과 행정부도 책상을 치면서 호통을 칠 일이 아니라 논의하고 협의해야 함.

#### 강기정의원 (더불어민주당)
- 국회선진화법을 지지하며, 처리한 법안의 숫자가 전부가 아님. 대통령이 국회의 무제한토론을 말하며 책상을 치며 호통을 치는 것은 국회를 무시하는 처사임.
- 테러를 방지하는 행위에 대해서는 반대하지 않음을 강조. "사실상 국정원 강화법"을 반대함.
- 못믿겠다 국정원. 광주전파관리소 불법감청 사례 소개. 이 사례에서도 보듯이 절차의 비민주성은 정부 산하기관의 관행임.
- 3선개헌 저지를 위한 박한상 전 의원의 필리버스터 발언 소개. 역사가 수십년을 건너뛰어 다시 반복되고 있다는 생각이 듦.
- 같은 맥락에서 샌더스 리버티 대학 연설을 소개함. "상대방에 대한 존중이 갈등 해결의 시작이다", "인간은 질문하고, 논의하며, 논쟁한다. 토론과 논쟁은 미국 전역에서 이루어져야 한다."
- 23년동안 스웨덴의 총리로 스웨덴을 세계적인 복지국가로 이끌었던 엘란데르 총리의 비결도 바로 대화였음. 주제가 이념이 아닌 "국민들의 삶"이었던 "목요클럽"
- 공무원 연금법 개혁처럼 사회적 대타협기구의 대화와 합의로 해결한 훌륭한 사례가 우리에게도 있음. 테러를 막고 싶은건 우리 모두가 동감하는 것이므로, 대화하자.
- 대화가 이뤄지지 않는 이유는 테러방지법의 주목적이 테러방지가 아니기 때문. 이것의 속뜻은 국정원 강화임. 진짜 테러방지법을 대화로 함께 만들자.
- 현재 강 의원은 국정원 여직원 감금 혐의로 재판을 받고 있음. 이는 여직원의 증거인멸을 위한 "셀프 감금"이지만 야당의 선대위가 대응을 어설프게 해서 사건이 커짐. 전략적 고민이 부족했다는 점을 인정함. 사건이후 종편은 앞장서서 여론을 호도함.
- 국회의장 중심으로 수정안 제작 움직임이 일고 있다는 소문을 전함

### 2월 26일

#### 김경협의원 (더불어민주당)
- 더불어민주당 전원은 테러 방지에 당연 동의하며, 그에 따라 더민주에서 제출한 테러방지법도 있으나 여당은 이것을 외면하고 대화조차 거부하는 상황임.
- 여당의 테러방지법의 목적이 테러가 아닌 듯한 의구심을 지울 수 없음.
- 1982년 제정, 2015년 개정된 국가대테러활동지침 시행령 낭독
- 국정원 대신 여당의 테러방지법에서 정하고 있는 대테러센터에 총괄기능을 두기만 해도 합의가 원만하게 될 수 있고, 발의 원안도 그러하였는데 최종 수정안에서 이러한 문구가 빠짐.
- 국정원은 중앙정보부 시절로 회귀할 것이 아니라, 세계 최고의 정보기관으로 거듭나야 하며, 직원들도 댓글이나 쓰는 것이 아닌 정보 전문가로서 자부심을 가지고 국가를 위해 업무를 수행하여야 함.
- 테러방지법에는 법안 비용추계서가 빠져 있는 문제가 있으며 그만큼 준비가 덜 된 부실한 법임.
- 테러방지법 원안을 제출한 새누리당 의원 24명 나열
- 인천국제공항 보안 업무의 비정규직 실태
- 직권상정의 근거인 국가비상사태가 맞다면 헌법 제77조에 따라 계엄령이 선포되어야 하며, 적과 교전상태에 있거나, 행정 및 사법 기능의 수행이 곤란할 정도의 사회질서 혼란이 있어야 함.
- 테러방지에 대해 우리나라는 G20 소속 어느 나라보다도 강력한 기구와 제도를 운영하고 있음
- 이미 존재하는 대테러대비 법령과 제도가 많음
- 국정원이 이라크 파병 당시 보여준 무능 사례
- 국정원은 해외정보국으로 개편되어야 한다는 구해우 미래전략연구원 원장의 신동아 인터뷰 내용 소개
- 미국은 9/11 이후 정보기구를 개편할 때 CIA에서 정보분석취합기능을 오히려 떼어내고 전담 기구를 신설하였음. 이는 정보 독점이 정보 실패를 낳는다는 교훈 때문.
- 국정원 강화에 견제와 반대가 왜 심한지에 대해 논함
- 국가 비상사태는 아니지만 국회 비상사태이므로 여야의 조속한 협의 착수를 촉구하는 바임.
- 하나의 비밀정보기관에 집중된 권력은 반드시 부작용을 낳기 마련임
- 조지 오웰이 1984를 그리며 쓴 세상이 2016년 오늘의 대한민국이라고 생각하면 착잡하다고 밝히면서 발언 종료

#### 김용익의원 (더불어민주당)
- 의사생활 중에 만난 피해망상 및 정신질환 환자들의 상당수가 중앙정보부에 대한 트라우마를 안고 있더라는 체험담을 언급하면서, 공안기관의 권력 남용에 대한 위험성을 주장함.

#### 배재정의원 (더불어민주당)
- 애플 단말기, 지메일 계정 이외의 단말기 및 메일계정의 보안이 불안하다는 점을 이야기하면서, '저도 단말기를 바꿔야겠다는 유혹을 강하게 받습니다' '우리는 언제까지 도망가야합니까?'라는 말을 남김.

### 2월 27일

#### 추미애의원 (더불어민주당)
- "판사로 재직한 제 경험에 비추어 봐도 이 법은 말이 안 되기 때문에 이 자리에 나왔다"
- "추적이란 용어는 헌법에도 형소법에도 없어 명확성 원칙에 위배된다. 미행한다는 의미냐? 사찰한다는 것이냐? 또한 국정원이 의심된다는 이유만으로 국민에게 영장없이 추적 장치를 달 수 있다. 만든 사람 내 말 듣고 있나?"
- "정의화 의장님, 미완성된 초안도 못되는 법을 서둘러 직권상정해..."

#### 정청래의원 (더불어민주당)
- 9시 6분에 정의화 국회의장이 '의장단의 체력 소진으로 더 이상 의장단 만으로 사회를 진행할 수 없다'며 환경노동위원장인 김영주 의원에게 사회권을 이양하고 퇴장하였다. 그러나 의장단 외의 국회의원에게 사회권을 이양하는 것은 국회법에 근거가 없는 사항이다.[15]
- 3시 00분에 은수미의원이 세운 10시간 18분의 기록을 경신했다.[9]
- 오후 4시 20분에 발언을 마쳐, 총 발언시간 11시간 39분을 기록했다.

### 2월 28일

#### 이학영의원 (더불어민주당)
- 대학에 입학해서 적극적으로 학생운동에 가담하지 않았음에도 불구하고 단지 학생회장이라는 이유로 체포되어 불법 구급된 상태로 구타와 물고문을 당한 일화와 학생운동으로 감옥에 갔다와 출소한 이후 형사들이 지속적으로 취업을 방해한 일화를 통해서 테러방지법이 자신이 겪은 아픈 기억을 다시 다른 우리 국민에게 재현시킬 수 있다고 우려했다.

#### 홍종학의원 (더불어민주당)
- "이 필리버스터는 우리 대한민국의 현실을 보여주는 것이다. 국회방송을 제외하고는 이 필리버스터를 보도하는 방송은 단 하나도 없다. 이것은 이해할 수 없는 것이며, 이것이 대한민국 민주주의의 현실이고, 이 필리버스터가 상당한 의미가 있다" 라고 밝히면서 야당이 필리버스터(무제한 토론)을 실시하기 전에는 대한민국 언론에서 야당이 주장하는 바에 대해서 전혀 보도하지 않았 던 것에 강하게 비판했으며, 미국의 예를 들어서 이 과정은 대한민국의 민주주의가 발전하는 중이다라고 밝혔다.
- 민주노총 간부의 사찰을 위해서 통신정보를 국정원이 요청한 사실을 예로 들어서 국정원을 믿을 수 없기 때문에 이 테러방지법을 통과시킬 수 없다고 주장했다.
- 작년 12월 말까지만 해도 직권상정을 하지 않겠다고 직접 밝혔음에도 불구하고 현재 국가 비상상태라는 이유로 직권상정을 한 국회의장에 대해서 강하게 비판했다.

### 2월 29일

#### 서영교의원 (더불어민주당)
- 테러방지법이 아니라 국정원 독대법, 유신회귀법, 테러빙자법, 인권테러법, 국민스토킹법 등이라고 우리 국민들이 부르고 계심. 새누리당도 원래 원치 않던 법. 그러나 대통령께서 이 법을 고집해 이 상황이 벌어진 것. 불통이다, 고집이 세다라고 집권초기 비판을 받았던 대통령이 또 이 법을 통과시키라고 압력을 넣고 있다고 주장했다.

### 3월 1일

#### 전정희의원 (무소속[16])
필리버스터 발언 내용과는 관련 없으나 전정희의원의 경우 필리버스터 시작당시 더불어민주당 소속이었으나, 필리버스터 기간 중 진행된 더불어민주당 공천 컷오프 심사에서 탈락하고 반발하면서 탈당했으며, 자신의 필리버스터 진행할 때의 소속 정당은 무소속이었으며, 필리버스터가 종료된 3월 7일 국민의당에 입당했다.

### 3월 2일

#### 이종걸의원 (더불어민주당)
- 필리버스터의 마지막 주자로 나선 더불어민주당 이종걸 원내대표는 총 12시간 31분동안 무제한 토론을 통해 국내 헌정사상 최장(最長) 필리버스터 기록을 세웠다.[18]
- 이종걸 의원은 잘못된 처신과 판단을 한 것에 대해 국민여러분께 정말 죽을 죄를 지었다며 용서를 구했다.
- 헌법에 저항권이라는 것이 있다. 그 국민저항권은 중요한 자연법적인 권리이다. 국민감시법, 국정원에 의한 국민침해법, 국민인권유린법인 이 테러방지법을 직권상정으로 쿠데타하나 사람이 누구냐. 이 쿠데타를 막을 무기는 총칼이 아니다. 국민의 의지, 국민의 뜻, 국민의 힘, 국민의 민주주의를 지키겠다는 열망이다.
- 수정안이 될 때까지 버티겠다. 선거를 앞둔 어쩔 수 없는 상황에 몰려서, 선거법을 할 수밖에 없는 조건에 밀려서 필리버스터를 중단선언한 것에 대해 용서를 구할 때까지 여기 서있겠다고 말했다.[19]

## 반응

### 정부
- 박근혜 당시 대통령은 필리버스터에 대하여 "이것은 정말 그 어떤 나라에서도 있을 수 없는 기가 막힌 현상들이라고 생각한다"며 부정적인 입장을 표했다.[20]

### 국회
- 정의화 국회의장은 "필리버스터를 중단하고 안보위기에서 불안을 씻어낼 테러방지법을 처리하는데 동참해야 한다"고 말했다.[21]
- 2월 24일, 필리버스터에 참여한 국민의당의 안철수 공동대표가 양당제를 비판하면서 "테러방지법을 일방적으로 밀어붙이는 여당이나 막아서는 야당이나 무능함 그 자체"라고 여야를 싸잡아 비난했으며, 이에 대하여 양비론적인 비관이라는 비판과, 국민의당 또한 국민의당소속 문병호 의원이 두 번째 연사로 나섰다는 점에 비춰보아서 안철수 공동대표의 발언이 다소 부적절하다는 지적이 나오고 있기도 하다.[22]
- 2월 24일, 국민의당이 오후 여야 중재안을 제시하였다. 주승용 국민의당 원내대표가 제시자이며, 내용은 "테러방지법은 통과시키되 테러방지법이 현재 국민 인권 침해 소지가 다분히 높으니 국회 정보위를 상설화해 국회가 국정원 감시를 강화하는 건 명분이 있지 않느냐"는 이야기이며, 더불어민주당 측은 "그게 원래 우리가 하려던 것" 이라면서 긍정적 입장을 밝혔고, 새누리당도 긍정적으로 검토중이라고 하였다.[23]
- 2월 24일 새누리당 김용남 의원이 밑의 막말 논란에 대하여, 본인의 페이스북에 "테러조직을 예방하기 위해선 테러방지법을 가결시켜야 하며 지금처럼 필리버스터 기록에만 관심이 쏠리는것은 잘못이다"라는 입장을 표명했다.[24]
- 야당의 필리버스터가 계속 이어지자 여당은 피켓시위에 나섰다. 'IS·북한의 테러위협 증가하는데 테러방지법도 못 만드는 국회', '우리 정부는 못 믿고, 북한은 철썩같이 믿는 더불어민주당은 어느 나라 정당입니까?'와 같은 문구를 내세웠다.[25]

### 언론
필리버스터가 장기화되어 세계 최장이 되면서 외신의 보도가 점차적으로 증가했다.
대한민국 언론에서도 필리버스터가 이슈화되면서 많은 보도가 이루어졌다. 필리버스터의 생방송은 국회방송만을 통해 시청할 수 있었다.

### 해외
- 미국의 로스앤젤레스 타임스는 테러방지법 반대 필리버스터가 일어난 이유를 설명하면서, 이번 필리버스터에 대해 '대한민국 야당의 드문 협동'이며 그동안 법안 통과 반대를 위해 주먹으로 상대의원을 가격하거나, 가구를 던지고, 문을 막는 행위를 했던 이전과는 다르게 '평화적인' 방법으로 문제를 해결하려 한다고 보도했다.[26][27]
- 미국의 ABC 뉴스, 영국의 인디펜던트, 오스트레일리아(호주)의 스카이 뉴스는 AP 통신을 인용하여 테러방지법 반대 필리버스터가 5일간 계속되었다고 보도하였다. 반대하는 의원들은 테러방지법이 정보기관이 시민의 프라이버시를 침해하는 것을 제한할 방법이 부족하다고 주장한다고 하였다. 1999년-2003년에 불법적인 휴대폰 감청등으로 2명의 국정원장이 처벌받은 바 있고, 18대 대선에서 불법적인 온라인 선거운동으로 국정원장이 유죄판결을 받았다고 언급했다.[28][29][30]
- 로이터 통신은 6일간 지속된 필리버스터가 세계에서 가장 긴 것이라고 소개했다. 이달에 벌어진 북한의 장거리 로켓 발사와 지난달 핵실험에 대항하여 박근혜 정부가 테러방지법 통과를 요청했다고 소개했다. 이 필리버스터가 선거구 획정안 의결을 지체시키고 있다는 새누리당의 우려를 언급했다. 필리버스터 중에 정청래의원의 11시간 39분이 한국의 기록 중에 가장 긴 것이며 한 의원은 조지 오웰의 1984를 읽었다고 소개했다.[31]
- 영국의 데일리 메일은 더불어민주당등의 의원들이 50년만에 처음으로 의회에서 필리버스터를 진행하고 있다고 소개했다. 이 법안은 정보기관이 안보에 문제가 위협이 되는 인터넷 댓글 지우는 것을 허용한다고 소개했다. 이 법안에 대해 유승희 의원은 이 법이 통과가 되면 국가 기관이 무차별적으로 개인적 정보를 수집하는 권한을 얻게된다며 대한민국의 민주주의의 근간을 흔들것이라는 발언을 소개했다. 박근혜 대통령이 이 법안은 국민을 테러로부터 보호하기 위한 것이라고 말했다고 소개했다. 국가정보원이 권위주의적이었다는 악명을 가지고 있으며 최근 18대 대선에 불법적인 온라인 선거운동으로 기소되었다고 소개했다. 비평가들은 최근 한국의 집회와 표현의 자유가 손상되고 있다며 독재자 박정희의 딸인 박근혜를 비판했다고 소개했다.[32]
- 영국의 텔레그래프는 야당의원이 테러방지법을 막기위해 140시간의 필리버스터를 이어가고 있다고 소개했다.[33]
- 영국의 BBC 뉴스는 야당 의원들이 7일째 필리버스터를 이어가고 있다고 소개했다. 이러한 필리버스터가 대통령 박근혜를 격노케 했다고 전했다. 반대당은 이 법안이 전화목록등 개인정보를 광범위하게 수집할 수 있고 개인 프라이버시를 침해하며 반대의견을 묵살하려는 정부당국에 의해 이용될 것이라고 반대한다고 전했다.[34]

### 생중계
국회방송
- 국회 인터넷 의사중계 시스템 - 플러그인 설치 필요
  - 국회방송 TV채널 안내 페이지 - TV 채널번호 상세 안내
- 국회방송 다음팟 생중계
- 웹 생중계 - 플래시 플러그인 설치 필요
- 국회방송 에브리온TV 생중계

오마이뉴스
- 오마이뉴스 유튜브 생중계
- 오마이뉴스 아프리카 생중계

팩트TV
- 유튜브 생중계
- 아프리카 생중계

### 발언전문
- 대한민국국회 (2016년 3월 3일). “제 340회 국회 제 7차 본회의 임시속기록”. 2013년 3월 3일에 확인함.

### 발언요약
- 필리버스터 투데이

### 법안
- 국민보호와 공공안전을 위한 테러방지법안, 의안정보시스템